# Radioamaterski Sojuz na Makedonija
Radioamaterski Sojuz na Makedonija (mazedonisch Радиоаматерски Сојуз на Македонија) ist der Amateurfunkverband von Nordmazedonien.

## Geschichte
Die Anfänge des Amateurfunks in Mazedonien reichen bis in die 1930er Jahre zurück. Als erster Funkamateur des Landes gilt Vasko Petkovski im Jahr 1937. Nach ihm war im Jahr 1950 OM Mile Sekulovski, Z31JY, der Erste, der mit einem persönlichen Rufzeichen, damals YU5JY, auf Sendung gehen durfte.
Die erste Bundesversammlung der mazedonischen Funkamateure fand 1960 in Skopje statt, als das Land noch Teil Jugoslawiens war.
Nach Aufnahme der ehemaligen jugoslawischen Republik Mazedonien (F.Y.R.O.M.) in die Vereinten Nationen am 8. April 1993, fanden am 17. Juni 1993 erste Funksendungen mit dem neuen Landeskenner (Präfix) Z3 statt. Dieser Tag gilt in Nordmazedonien seitdem als Tag der Funkamateure.
Seit dem 9. Juli 1993 ist der Verband Mitglied der International Amateur Radio Union (IARU Region 1), der internationalen Vereinigung von Amateurfunkverbänden, und vertritt dort die Interessen der Funkamateure des Landes.